# Mandžuská nížina
Mandžuská nížina neboli Severovýchodní nížina  (čínsky v českém přepisu Tung-pej pching-jüan, pchin-jinem Dōngběi Píngyuán, znaky zjednodušené 东北平原, tradiční 東北平原) je nížina v Severovýchodní Číně. Leží mezi pohořími Velký Chingan, Malý Chingan a Východomandžuskými horami. Sahá od středního toku Nonu na severu až k Liaotungské zátoce Pochajského moře na jihu, v severojižním směru má tedy délku zhruba tisíc kilometrů, ve východozápadním až 400 kilometrů. Její plocha je 350 000 čtverečních kilometrů a je tak největší čínskou nížinou. Tečou přes ni řeky Liao-che, Sungari a Non.
Mezi významná města nížiny patří Čchang-čchun, Ta-čching, Fu-šun, Fu-sin, Charbin, Čchi-čchi-cha-er a Šen-jang.
Hlavními zemědělskými produkty na Mandžuské nížině jsou sója, čirok, pšenice, ovsucha, cukrová řepa a brukev řepka.
Významné nerostné suroviny v oblasti jsou ropa a uhlí; na pobřeží je získávána sůl.